# Reinhold Stecher
Reinhold Stecher (ur. 22 grudnia 1921 w Innsbrucku, zm. 29 stycznia 2013 tamże) – austriacki duchowny rzymskokatolicki, biskup diecezjalny Innsbrucku w latach 1981-1997.

## Życiorys
Święcenia kapłańskie przyjął 19 grudnia 1947 w diecezji Innsbrucku. 15 grudnia 1980 papież Jan Paweł II mianował go ordynariuszem tej diecezji. Sakry udzielił mu 25 stycznia 1981 Paulus Rusch, jego poprzednik na tej stolicy biskupiej. W grudniu 1996 osiągnął biskupi wiek emerytalny (75 lat) i przesłał do Watykanu swoją rezygnację, która została przyjęta z dniem 10 października 1997. Od tamtego czasu pozostawał biskupem seniorem diecezji.